# Hyalesthes mavromoustkisi
Hyalesthes mavromoustkisi är en insektsart som beskrevs av Dlabola 1959. Hyalesthes mavromoustkisi ingår i släktet Hyalesthes och familjen kilstritar. Inga underarter finns listade i Catalogue of Life.